# Осада Аккермана
Осада Аккермана — одно из сражений русско-турецкой войны 1768—1774 годов, произошедшее в сентябре 1770 года во время кампании русской армии в Приднестровье.

## История
После взятия Килии 21 августа 1770 года фельдмаршал П. А. Румянцев приказал Н. В. Репнину отправить отряд для захвата османской крепости Аккерман, расположенной на берегу Днестровского лимана. 8 сентября Репнин послал бригадира барона О. А. Игельстрома с четырьмя гренадерскими батальонами, эскадроном гусар и 250 казаками.
10 и 12 сентября майор И. Е. Ферзен, командовавший авангардом отряда, разбил турок, пытавшихся остановить его продвижение, и подошёл к крепости. 13 (24) сентября основные силы Игельстрома прибыли к Аккерману. Установив в предместье батарею из 13 полевых орудий, начали его осаду.

Крепость Аккерман по тому времени была одна из лучших в Бессарабии. Её укрепления состояли из каменной стены, сухого рва с каменным эскарпом и контрэскарпом, высота которых доходила до семи сажень. Крепостная стена была усилена небольшими бастионами. Внутри крепости была ещё одна каменная стена, отделявшая крепость от замка, имевшего вид редута. Гарнизон состоял из 1360 человек.
После отклонения предложения о сдаче 15 сентября крепость в течение пяти часов обстреливалась русской полевой артиллерией (осадной у Игельстрома не было). После очередного отказа гарнизона капитулировать 16 сентября начали рыть сапу к стенам крепости, чтобы заложить мину.
Игельстром послал капитана Нолькина с двумя ротами, 70 казаками и двумя пушками устроить небольшие укрепления в днестровском устье, чтобы отрезать осажденным сообщение с Очаковом. 15 сентября Нолькин разбил отряд крымских татар и заставил последних принять подданство России. В тот же день в устье Днестра вошло 20 турецких судов для помощи осаждённому гарнизону. Попав под огонь пушек, турецкие суда отплыли обратно в Чёрное море.
Несмотря на прибытие 22 сентября турецкого посланца с письмом от коменданта сдавшихся Бендер, посоветовавшего аккерманскому гарнизону поступить подобным образом, и подход кавалерии отряда М. Ф. Каменского (5 мушкетерских батальона, 2 полка кавалерии), только 25 сентября турки согласились на капитуляцию. 28 сентября (9 октября) русский отряд занял крепость.
В крепости было найдено 65 пушек, 8 мортир и 3 гаубицы; 8 тысяч ядер, 2 тысячи бомб, тысяча пудов пороха. Потери русских за время осады составили 23 убитых и 109 раненых. В Аккермане был оставлен русский гарнизон.